# Кламер
 Тази статия е за канцеларското пособие.  За американската стратегическо-разузнавателна акция вижте Операция Кламер.  
Кламерът (на немски: Klammer) е вид щипка от извита тел, използвана за закрепване на даден брой листа хартия заедно, посредством оказване на натиск . Преимуществото на кламера пред други средства за закрепване на хартия е, че при внимателна употреба не поврежда хартията и се отстранява бързо и лесно.
Кламерът е изобретен от Хърбърт Спенсър и първоначално се наричал Спенсърова подвързвачка. Първата година продажбите вървели добре и Спенсър получил дивидент от 70 лири. Но после търсенето намаляло и постепенно изобретението било напълно забравено. През 1899 г. норвежкият инженер Юхан Волер (1866–1910) подал своя патент за съвременния кламер в Германия. През Втората световна война кламерите станали емоционален символ на съпротивата в Норвегия срещу немската окупация. Те били носени на реверите вместо забранените значки на изгонения крал Хокон VII. По-късно огромен кламер бил издигнат като статуя в норвежката столица Осло в чест на Юхан Волер.
Днес се продават 11 милиарда  кламери годишно. Интересно изследване показа, че от 100 000 продадени кламери само пет се използват действително за защипване на листове хартия. Другите им приложения варират от чипове за покер, през инструменти за чистене на лула, до безопасни игли и клечки за зъби. Останалите биват изпуснати, загубени или просто извити и смачкани, докато говорим по телефона.